# Сысоево (Дмитровский городской округ)
Сысоево — деревня в Дмитровском районе Московской области, в составе городского поселения Дмитров. Население — 53 чел. (2010). До 1954 года — центр Сысоевского сельсовета. До 2006 года Сысоево входило в состав Настасьинского сельского округа. В деревне действует Троицкая церковь, построенная в 1905 году по проекту архитектора Сергея Родионова.

## Расположение
Деревня расположена в центральной части района, примерно в 5 км западнее Дмитрова, на водоразделе, у истоков безымянных ручьёв бассейна Яхромы, высота центра над уровнем моря 156 м. Ближайшие населённые пункты — примыкающие на западе Горшково и на севере — Савелово. Через деревню проходит автодорога А108 (Московское большое кольцо).

## Население
| 2002 | 2006 | 2010 |
| ---- | ---- | ---- |
| 79   | ↘62  | ↘53  |